# Clase de plantadores

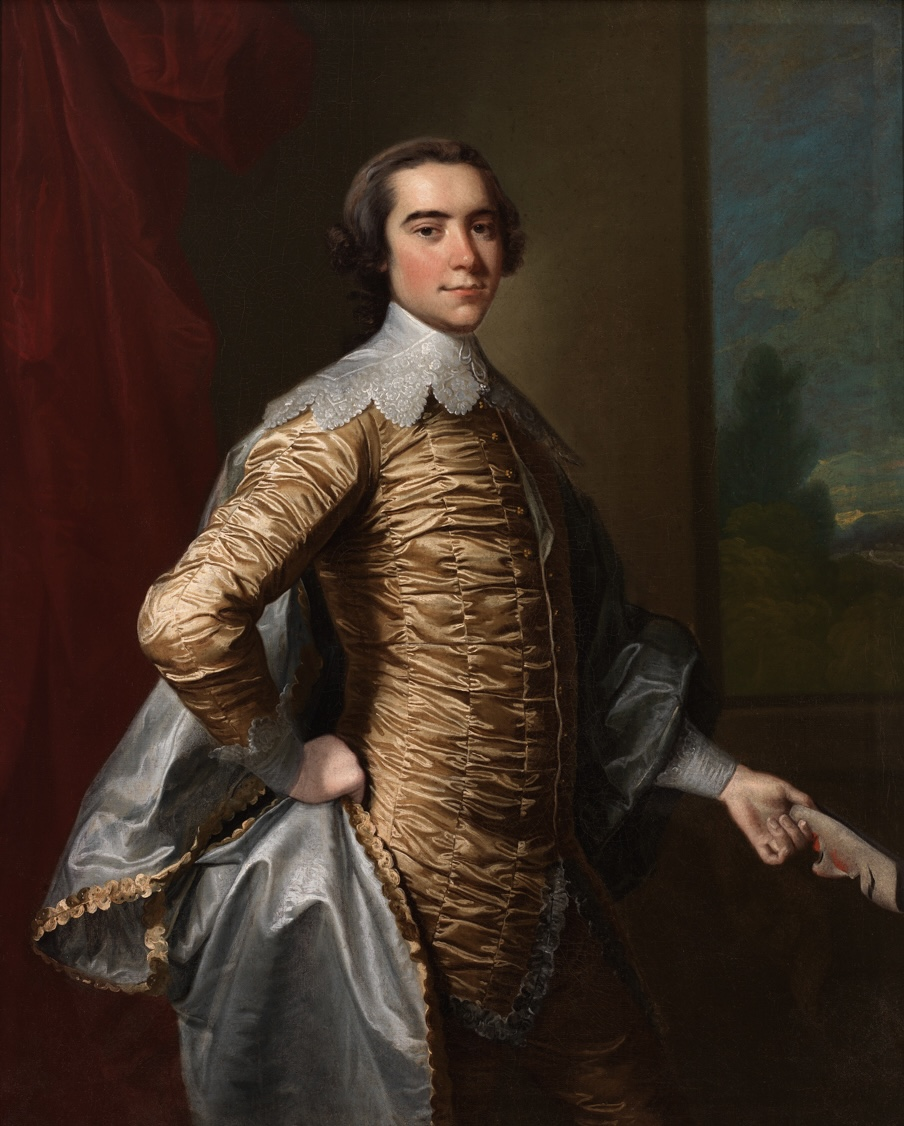
Robert Carter III of Nomini Hall, Thomas Hudson (c. 1753)

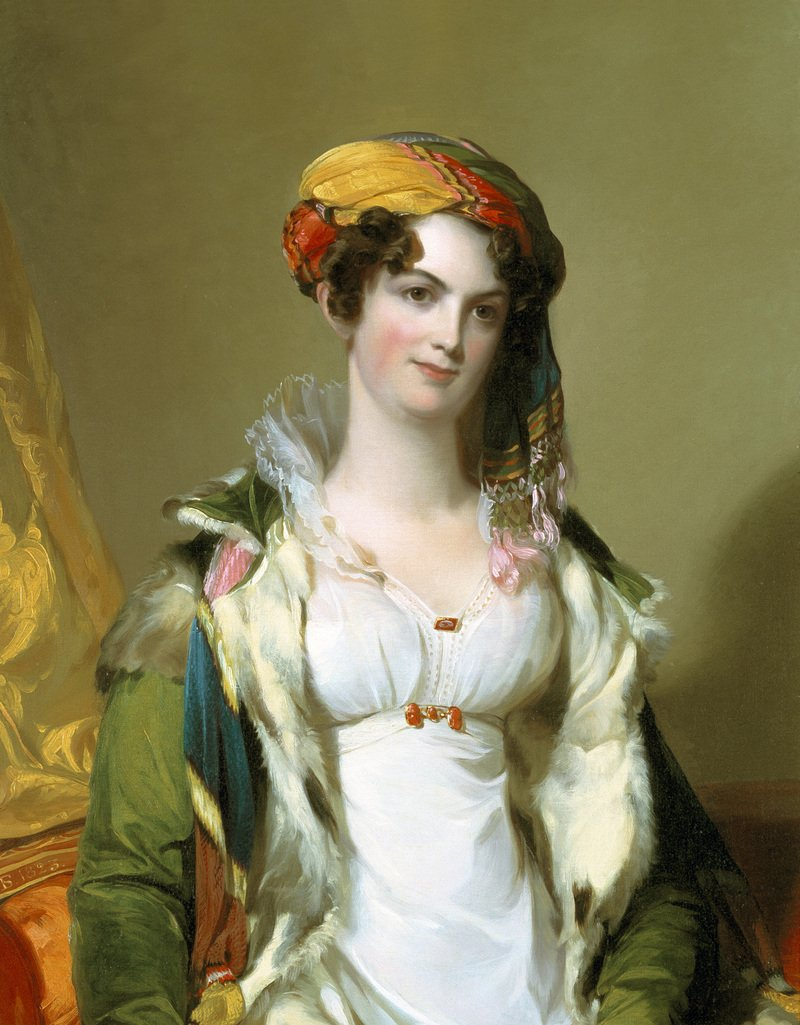
Sarah Reeve Ladson, hija del revolucionario, político y plantador estadounidense James Ladson; ella «visualmente hizo referencia al gusto de las esclavas alrededor de las cuales se había criado.»

La clase de plantadores (en inglés: planter class), conocida alternativamente en los Estados Unidos como la aristocracia sureña, era una casta racial y socioeconómica de la sociedad panamericana que dominaba los mercados agrícolas de los siglos XVII y XVIII. La trata de esclavos del Atlántico permitió a los plantadores acceder a mano de obra esclava africana de bajo costo para la siembra y cosecha de cultivos como tabaco, algodón, índigo, café, té, cacao, caña de azúcar, sisal, semillas oleaginosas, palma aceitera, cáñamo, árboles de caucho y frutas. Los plantadores se tomaban por la nobleza estadounidense y gastaban grandes capitales para mantener su nivel de vida.
En el sur de los Estados Unidos, los plantadores mantuvieron una cultura distinta, que se caracterizó por su similitud con los modales y costumbres de la nobleza y la aristocracia británica con quienes estaban emparentados muchos plantadores. La cultura tenía un énfasis en la caballerosidad, la gentileza y la hospitalidad. La cultura del sur de los Estados Unidos, con su nobleza terrateniente, era claramente diferente de las áreas al norte de la línea Mason-Dixon y al oeste de los Apalaches. Las áreas norte y oeste se caracterizaban por la pequeña propiedad de la tierra, trabajada por yeomen sin mano de obra esclava.
Después de la guerra de Secesión (1861–1865), muchos miembros de la clase social vieron cómo su riqueza se reducía enormemente a medida que los africanos esclavizados fueron liberados. Después de la emancipación, muchas plantaciones se convirtieron en aparceros con hombres libres africanos que trabajaban en la misma tierra en la que habían trabajado como esclavos antes de la guerra. Durante la Gilded Age, los ricos industriales del norte compraron muchas plantaciones, que ya no eran viables como operaciones agrícolas, como refugios de caza. Más tarde, algunas plantaciones se convirtieron en museos, a menudo en el Registro Nacional de Lugares Históricos.
Los plantadores fueron prolíficos en todas las colonias europeas de América del Norte y del Sur y las Indias Occidentales. Los miembros de la clase incluyen a los colonos Robert «King» Carter, William Byrd de Westover; muchos firmantes de la Declaración de Independencia, incluidos Benjamin Harrison V, Thomas Nelson Jr., George Wythe, Carter Braxton y Richard Henry Lee; algunos padres fundadores como George Washington, Thomas Jefferson, James Madison y James Monroe; el presidente confederado Jefferson Davis, el general confederado Robert E. Lee, Mary Chesnut, Valcour Aime, Sallie Ward, y la ficticia Scarlett O'Hara de la película Lo que el viento se llevó (1939).

## Historia

### Antecedentes
La búsqueda de oro y plata fue un tema constante en la expansión de ultramar, pero había otras demandas europeas que el Nuevo Mundo también podía satisfacer, lo que contribuyó a su creciente participación en la economía mundial dominada por Occidente. Mientras que Hispanoamérica parecía cumplir los sueños de riqueza mineral, Brasil se convirtió en la primera gran colonia de plantaciones en 1532, organizada para producir un cultivo tropical, el azúcar, con gran demanda y escasez en Europa. Las otras grandes potencias de Europa Occidental pronto esperaban establecer sus propias colonias rentables. Presentados con nuevas oportunidades, los europeos desencantados por las rígidas estructuras sociales del feudalismo emigraron a las abundantes tierras virginales de la frontera colonial.
Al llegar a finales del siglo XVI y principios del XVII, los colonos desembarcaron en las orillas de un campo virgen y hostil. Los primeros plantadores comenzaron como agricultores de colonias que satisfacían las necesidades de los asentamientos asediados por el hambre, las enfermedades y las incursiones tribales. Los nativos americanos amigos de los colonos les enseñaron a cultivar especies de plantas nativas, incluido el tabaco, el azúcar y las frutas, que, en un siglo, se convertiría en una industria global que financiaría una trata multinacional de esclavos. La política colonial llegaría a estar dominada por ricos terratenientes nobles interesados en el desarrollo comercial.
En un esfuerzo por reducir la carga financiera de las guerras continentales, los gobiernos europeos comenzaron a instituir sistemas de pensiones por tierra mediante los cuales a un soldado, generalmente un oficial, se le otorgarían tierras en las colonias por los servicios prestados. Eso incentivó a los profesionales militares a establecerse en las Américas y así contribuir a la defensa colonial contra colonos extranjeros y nativos hostiles.

### Apogeo
John Rolfe, un colono de Jamestown, fue el primer colono en cultivar tabaco en América del Norte. Llegó a Virginia con semillas de tabaco obtenidas de un viaje anterior a la provincia española de Trinidad (actual Trinidad y Tobago) y, en 1612, recogió su cosecha inaugural para venderla en la marca europea. En el siglo XVII, el área de la bahía de Chesapeake era inmensamente útil para el cultivo de tabaco. Los barcos transportaban anualmente 680 000 kg de tabaco a la bahía en la década de 1630 y alrededor de 18 millones de kg a finales de siglo. Los plantadores de tabaco financiaron sus operaciones con préstamos de Londres. Cuando los precios del tabaco cayeron precipitadamente en la década de 1750, muchas plantaciones lucharon por mantenerse financieramente solventes. En un esfuerzo por combatir la ruina financiera, los plantadores presionaron para aumentar el rendimiento de los cultivos o, con el agotamiento de los nutrientes del suelo, se convirtieron en cultivos de otros cultivos como el algodón o el trigo.
En 1720, el café fue introducido por primera vez en las Indias Occidentales por el oficial naval francés Gabriel de Clieu, quien adquirió una plántula de planta de café del Real Jardín Botánico de París y la transportó a Martinica. Lo trasplantó en las laderas del monte Pelée y pudo lograr su primera cosecha en 1726, o poco después. En 50 años, había 18 000 cafetos en Martinica, lo que permitió la expansión del cultivo de café a Saint-Domingue, Nueva España y otras islas del Caribe. El territorio francés de Saint-Domingue comenzó a cultivar café en 1734 y, en 1788, abastecía a la mitad del mercado mundial. Las plantaciones coloniales francesas dependían en gran medida de los trabajadores esclavos africanos. Sin embargo, las duras condiciones que soportaron los esclavos en las plantaciones de café precipitaron la revolución haitiana. El café tuvo una gran influencia en la geografía de América Latina.

### Revolución y abolicionismo
Una época de Ilustración dominó el mundo de las ideas en Europa durante el siglo XVIII. Los filósofos comenzaron a escribir panfletos contra la esclavitud y sus justificaciones morales y económicas, entre ellos Montesquieu en El espíritu de las leyes (1748) y Denis Diderot en la Encyclopédie. Las leyes que regían la esclavitud en las Indias Occidentales francesas, el Code Noir de Luis XIV, otorgaban derechos incomparables a los esclavos para casarse, reunirse públicamente y abstenerse de trabajar los domingos. Prohibió a los dueños de esclavos torturar o separar familias; aunque se sancionaba el castigo corporal, los amos que mataran a sus esclavos o acusaran falsamente a un esclavo de un crimen y lo condenaran a muerte serían multados. Los propietarios rompieron abierta y sistemáticamente el Code y aprobaron una legislación local que revirtió sus artículos menos deseables.
El escritor de la Ilustración Guillaume Raynal atacó la esclavitud en la edición de 1780 de su Historia de la colonización europea. También predijo una revuelta general de esclavos en las colonias diciendo que había señales de «la tormenta inminente». La producción de azúcar en Saint-Domingue se mantuvo en condiciones especialmente duras, incluido el clima húmedo del Caribe, donde enfermedades como la malaria y la fiebre amarilla causaron una alta mortalidad. Los plantadores blancos y sus familias, junto con los comerciantes y tenderos, vivían con el temor de la rebelión de los esclavos. Así, en las funciones de la sociedad y los esfuerzos para combatir la disidencia, se observó la crueldad en forma de exceso de trabajo, comida y refugio inadecuados, ropa y atención médica insuficientes, violaciones, azotes, castraciones e incendios. Los esclavos fugitivos, llamados cimarrones, se escondían en las junglas lejos de la civilización y vivían de la tierra y de lo que podían robar en violentas incursiones en las plantaciones de azúcar y café de la isla. Aunque el número en las bandas creció (a veces hasta miles), generalmente carecían del liderazgo y la estrategia para lograr objetivos a gran escala. En abril de 1791, una insurgencia masiva de esclavos se levantó violentamente contra el sistema de plantaciones, sentando un precedente de resistencia a la esclavitud.
El 4 de febrero de 1794, durante la Revolución francesa, la Asamblea Nacional de la Primera República abolió la esclavitud en Francia y sus colonias. Los éxitos militares de la República francesa y de Napoleón Bonaparte llevaron por Europa los ideales del igualitarismo y pusieron en tela de juicio la práctica de la esclavitud en las colonias de otras potencias europeas.
La legalidad de la propiedad de esclavos bajo el derecho consuetudinario inglés fue abolida en 1772 como resultado del caso de Somersett. En 1783, se inició un movimiento abolicionista entre la población británica, y ese mismo año un grupo de cuáqueros fundó la primera organización abolicionista británica. William Wilberforce lideró la causa de la abolición a través de su campaña en el Parlamento. Sus esfuerzos finalmente abolieron la trata de esclavos en el Imperio británico con el Acta del Comercio de Esclavos de 1807. Continuó haciendo campaña por la abolición de la esclavitud en el Imperio británico, lo que hizo para ver en el Acta de Abolición de la Esclavitud de 1833.

## Arquitectura
Una casa de los plantadores servía para agrupar a la familia del propietario, los invitados y los esclavos domésticos dentro de una gran estructura en una ubicación central en la finca. A menudo, comenzando como una morada modesta, la casa fue ampliada o reemplazada por una casa más nueva e impresionante a medida que crecía la riqueza del plantador. Comúnmente se ve la adición de enormes columnas del Renacimiento griego, escaleras curvas, alas adosadas y otros elementos arquitectónicos populares en ese momento.

### Colonial francesa
Los orígenes franceses de los plantadores en Canadá, Luisiana y Saint-Domingue influyeron mucho en el desarrollo de la arquitectura colonial francesa, caracterizada por sus amplios techos a cuatro aguas que se extienden sobre porches envolventes, delgadas columnas de madera y viviendas elevadas sobre el nivel del suelo. Al aprender las prácticas de construcción de las Indias Occidentales, los colonos diseñaron viviendas prácticas para un territorio propenso a las inundaciones.
Una notable pérdida de viviendas en plantaciones en Luisiana se atribuye a un cambio económico de la agricultura a la industria durante la era de la reconstrucción.

### Georgiana
La arquitectura georgiana se difundió ampliamente en las Trece Colonias durante la época georgiana. Los edificios estadounidenses del período georgiano se construían muy a menudo de madera con tablillas; incluso las columnas estaban hechas de madera, enmarcadas y giradas en un torno de gran tamaño. Al comienzo del período, las dificultades para obtener y transportar ladrillos o piedras los convirtieron en una alternativa común solo en las ciudades más grandes o donde se podían obtener localmente.

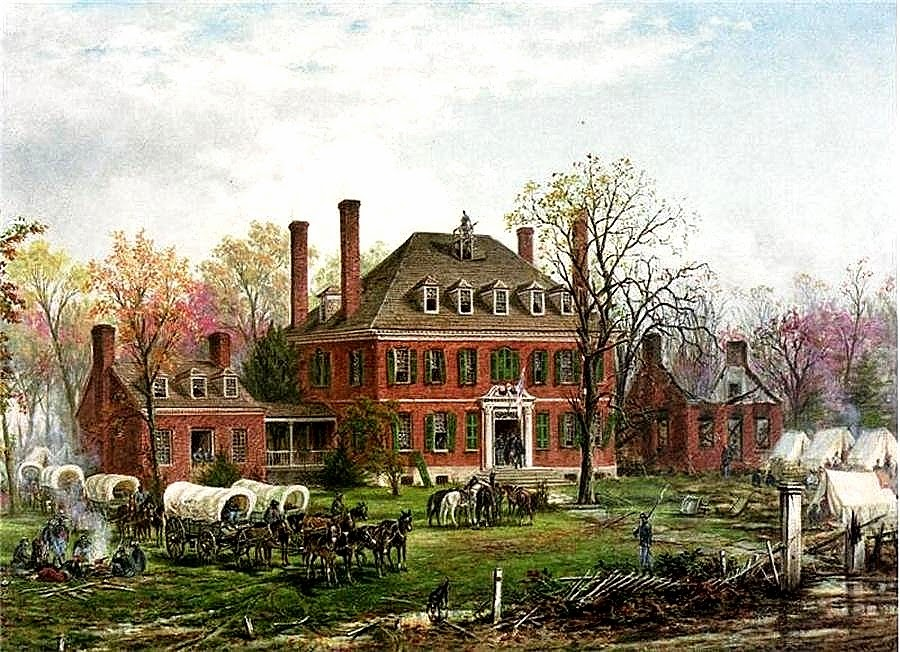
La plantación Westover bajo la ocupación de la Unión en 1865.

Un ejemplo principal de la arquitectura georgiana en las casas de plantadores es la plantación Westover, construida a mediados del siglo XVIII como residencia de William Byrd III, el hijo del fundador de Richmond, Virginia. Una puerta elaborada, que se reconoce como «la puerta Westover», adorna la entrada principal y contrasta con una construcción por lo demás simple. Durante la guerra civil estadounidense, la casa sirvió como sede del general de la Unión Fitz John Porter, el protegido de George McClellan, que estaba destinado en la cercana plantación Berkeley, y, supuestamente, tuvo su ala este golpeada por una bala de cañón confederada disparada desde el lado sur del río James. El ala se incendió y quedó en ruinas hasta que la señora Clarise Sears Ramsey, descendiente de Byrd, compró la propiedad en 1899. Jugó un papel decisivo en la modernización de la casa, la reconstrucción del ala este y la adición de uniones para conectar la casa principal con la que antes estaba separada. dependencias, creando así un edificio largo.

### Palladiana

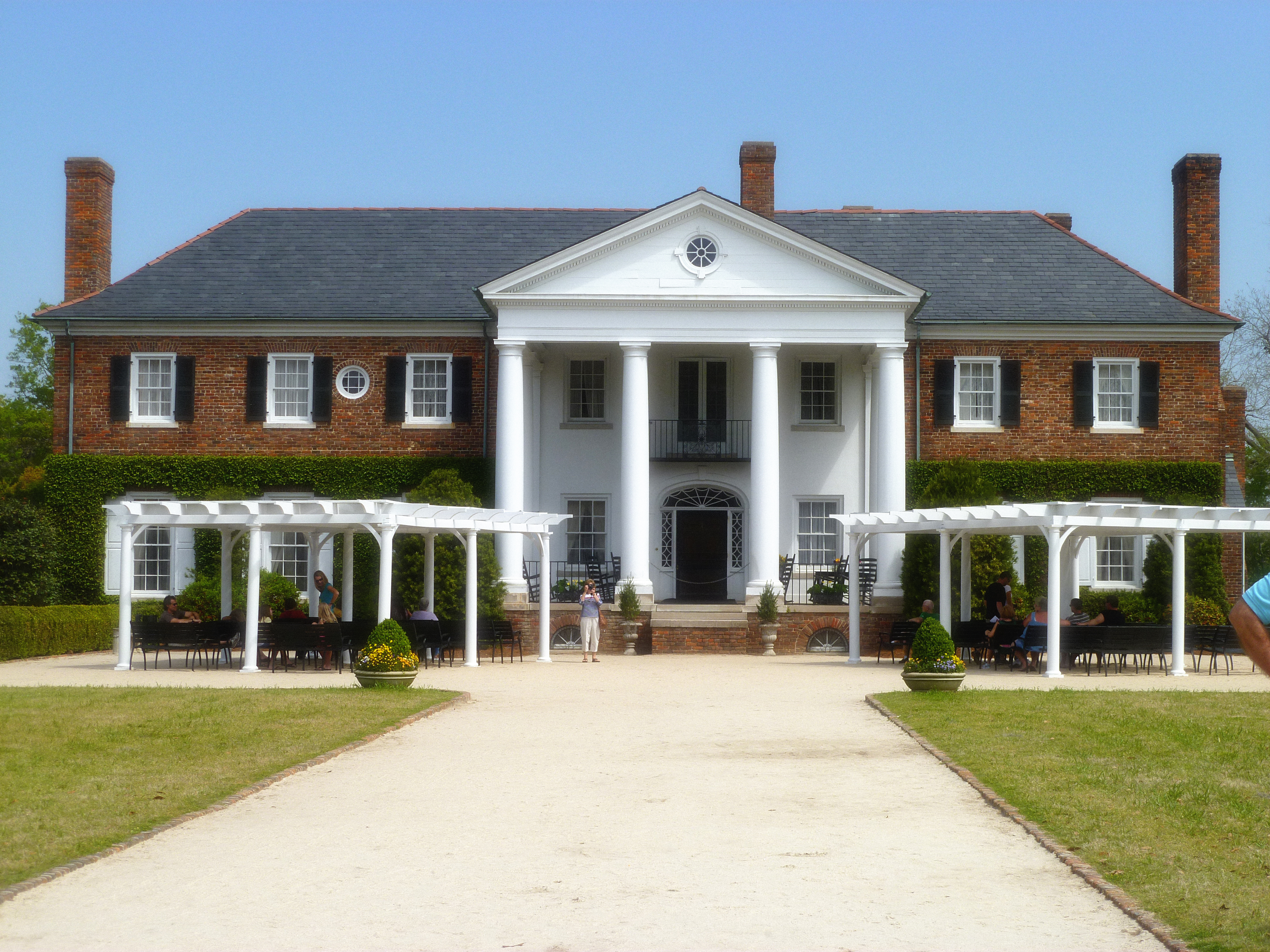
Plantación Boone Hall en Charleston, Carolina del Sur.

Introducida en el continente por George Berkeley en la década de 1720, la arquitectura palladiana se hizo popular entre la sociedad estadounidense en la construcción de universidades y edificios públicos, mientras que muchas casas también se construyeron en el estilo palladiano de Jefferson de Monticello. Andrea Palladio desarrolló el palladianismo en el siglo XVI, publicando en 1570 Los cuatro libros de la arquitectura, un tratado de arquitectura en cuatro volúmenes e ilustrado con xilografías según los dibujos del propio Palladio.
Los pórticos cubiertos y con columnas ocupan un lugar destacado en la arquitectura de Palladio, en muchos casos dominando la fachada principal. Los exteriores de ladrillo rojo y los techos inclinados o abovedados son comunes entre los edificios residenciales.
Monticello, residencia del presidente de los Estados Unidos, Thomas Jefferson, fue construida con un estilo único para él que ha sido emulado en la construcción de muchas universidades, como The Rotunda de la Universidad de Virginia, así como iglesias, juzgados, salas de conciertos y escuelas militares.